# Jurij Andropov
 Der er for få eller ingen kildehenvisninger i denne artikel, hvilket er et problem. Du kan hjælpe ved at angive troværdige kilder til de påstande, som fremføres i artiklen.

Jurij Vladimirovitj Andropov (russisk: Ю́рий Влади́мирович Андро́пов, tr. Júrij Vladímirovitj Andrópov; født 15. juni 1914 i Nagutskoje, Stavropol guvernement, Det Russiske Kejserrige (nu Stavropol kraj), død 9. februar 1984 i Moskva, Sovjetunionen) var en sovjetisk politiker og generalsekretær i Sovjetunionens kommunistiske parti fra 12. november 1982 til sin død 16 måneder senere.
Jurij Andropov overtog posten som generalsekretær efter Leonid Bresjnev i 1982. I 1983 fik han endvidere hvervet som formand for Sovjetunionens Øverste Sovjets præsidium.

## Opvækst og karriere
Andropov blev født i Nagutskoje, Stavropol Gubernija, som søn af en jernbanefunktionær. Han blev medlem af Komsomol i 1930 og fuldt medlem af partiet i 1939. Under anden verdenskrig deltog Andropov i partisangrupper mod tyskerne. Efter krigen flyttede han til Moskva og blev en del af partisekretariatet i 1951.
Efter Stalins død i 1953 blev han sendt til den sovjetiske ambassade i Budapest. Han spillede en vigtig rolle i den sovjetiske nedkæmpelse af Opstanden i Ungarn i 1956. Han vendte tilbage til Moskva i 1957 og fik diverse hverv i det sovjetiske magtapparat. I 1967 blev Andropov udnævnt til leder for KGB. I 1973 blev han fuldt medlem af politbureauet. Han sad som leder af KGB helt frem til han overtog posten som generalsekretær i 1982, da Leonid Bresjnev døde. At netop Andropov blev valgt var overraskende; de fleste havde ventet, at Konstantin Tjernenko var blevet valgt til Sovjetunionens nye leder. I vesten blev valget modtaget med mistænksomhed, specielt fordi Andropov havde været leder af KGB og på grund af hans rolle ved invasionen af Ungarn.

## Tiden som sovjetisk leder
Juri Andropov forsøgte i sin tid som leder uden held at forbedre den stagnerede sovjetiske økonomi og reducere korruptionen. Desuden lancerede han en resultatløs kampagne mod alkoholmisbrug samt et forsøg på at øge arbejdsdisciplinen.
I udenrigspolitikken opnåede han kun lidt. Krigen i Afghanistan forsatte, og forholdet til vesten blev stadig dårligere. Andropov videreførte Bresjnevs politiske linje, herunder forsøget på gennem aktivering af de vestlige fredsbevægelser at forhindre NATO's dobbeltbeslutning, der var et svar på den sovjetiske oprustning i 1970'erne, og særligt opstillingen af flere hundrede SS-20 mellemdistanceraketter. Det kom derfor aldrig til seriøse forhandlinger med vestlige ledere som Ronald Reagan og Margaret Thatcher.
I september 1983 nedskød et sovjetisk jagerfly i internationalt luftrum et civilt sydkoreansk passagerfly, som havde overfløjet russisk område, men blev skudt ned. Dette førte til en yderligere spænding i forholdet mellem øst og vest, der i forvejen var dårligt pga. bl.a. den sovjetiske invasion af Afghanistan i 1979.
Andropov led af en nyresygdom, og den 9. februar 1984 døde han i Moskva efter længere tids sygeleje. Han blev efterfulgt af Konstantin Tjernenko.
I eftertiden mener mange, at det var Andropovs fortjeneste, at Mikhail Gorbatjov kom frem i partiapparatet. Flere[kilde mangler] håbede, at netop han skulle efterfølge Andropov.
Jurij Andropov er begravet i Kremlmurens nekropolis.